# Ellen Röhrman
Ellen Röhrman (Arnhem, 11 april 1948) is een Nederlands actrice en dramacoach.
Röhrman speelde in 1983 een rol in de dramaserie Briefgeheim, met Leontine Ruiters en Adriënne Kleiweg. Rond 1985 heeft zij in verschillende kluchten ("Een trouwring mag niet knellen." en "Geen gedonder in het vooronder") van John Lanting meegespeeld. Maar haar landelijke bekendheid kreeg ze in 1991 door haar rol als Koos Sibrandy in Goede tijden, slechte tijden. Later zouden grote rollen volgen in onder andere De Brug en in Diamant (Nederlandse televisieserie) (Joke). Bovendien was zij te zien in veel comedy-series (o.a. als hoofdverpleegster in de VARA-serie Zeg 'ns Aaa). Ook heeft ze een kleine rol in Flikken Maastricht vertolkt in seizoen 12 aflevering 5 "Bedrogen". De laatste jaren werkte Ellen Rohrman ook als dramacoach, onder andere bij Goede tijden, slechte tijden, Onderweg naar Morgen en Volgens hem, volgens haar. Zij geeft les op diverse dramaopleidingen.
In theaterseizoen 2011-2012 stond Röhrman met het Echt Rotterdams Theater op de planken met het komische stuk Lang zal die leven en in 2017-2018 was ze te zien in de musical My Fair Lady.